# Ozdin
Ozdin (szlovákul: Ozdín) község Szlovákiában, a Besztercebányai kerületben, a Poltári járásban.

## Fekvése
Losonctól 20 km-re, északra fekszik.

## Története
A mai Várhegyen már az őskorban is földvár állt, melyet a kiétei kultúra népe épített, majd a pilinyi kultúra népe is használt. Ennek a várnak az alapjain épült fel a középkori vár. Feltehetően a 13. század közepén, az 589 méteres hegy csúcsára épült vára a Kacsics nembeli Etre birtoka, akinek fiai 1279-ben osztoznak rajta, de a 14. század elején valószínűleg Csák Máté szövetségeseinek pusztításai következtében elpusztult. 1440 körül cseh zsoldosok elfoglalták és megerősítették. 1454-ben Komorowski Péter tizenegyezer forint fejében megígérte a 11 vármegye nevében tárgyaló Rozgonyi Osvátnak, hogy e megyéket nem fogja háborgatni, és az emberei által megszállt erődítményeket (köztük Ozdint) át fogja adni Rozgonyinak. A megállapodásból azonban semmi nem lett, Ozdin várát 1460-ban fegyverrel foglalta vissza Mátyás király. Az ostrom során pusztulhatott el végleg a vár. 1460-ban még szerepel Bonfini krónikájában "Uzdin" alakban, de a 16. századi török elleni harcokban már nem említik.
A falu 1548-ben Fülek várkapitányának, Bebek Ferencnek a birtoka. A protestantizmus terjedése ellenére lakossága megőrizte katolikus hitét egészen 1573-ig, amikor a bencés konvent több faluval együtt az új hit hívének, Balassa Jánosnak adta. 1598-ban Orly Miklós, 1688-ban Koháry Istvánnak,  Fülek, Szitnya és Csábrág urának birtoka. 1720-ban 17 adózó háztartása volt. 1770-től a Szentiványi család tulajdonában áll. 1785-ben Ozdinban 9 jobbágy és 2 zsellércsalád élt, főként szlovákok. A faluban malom is működött. 1828-ban 51 házában 461 lakos élt. 1831-ben a kolera 30 emberéletet követelt, 1873-ban 15-en haltak meg az újból kitört járványban. 1890-ben 408 lakosa volt.
Fényes Elek szerint: "Ozdin, tót falu, Nógrád vmegyében, hegyektől körülvétetve 10 kath., 464 evang. lak. – Földje inkább zabot terem mint más gabonát. Evang. anyatemploma hegyen épült, s tornya igen nevezetes régiség. Láthatni itt a hegytetőn egy régi puszta vár maradványait is. F. u. a Szentiványi nemzetség. Ut. p. Losoncz."
Nógrád vármegye monográfiája szerint: "Ozdin. Az Ipoly közelében, a vármegye felső részén fekvő kisközség. Házainak száma 81, tótajkú, ág. ev. vallású lakosaié 388. Postája Málnapatak, távírója és vasúti állomása Szinóbánya. Vára a XIII. század második felében már fennállott. 1279-ben a vár urai: az Oturics testvérek – választott bíróság előtt – megosztoztak a váron és annak palotáin. E testvérektől származik a Kálnói Ettre család, mely e helységet az egész középkoron át bírta. A XV. század közepén a vár, melyet Uzdin néven említenek az oklevelek, a csehek kezébe került, a kiktől 1460-ban Mátyás király visszafoglalta. Csekély romjai még most is láthatók. 1548-ban a község Bebek Ferencz, 1598-ban pedig Orlé Miklós birtokában volt. 1715-ben 11 tót, 1720-ban 1 magyar és 16 tót háztartását írták össze. 1740-ben a falu Salgó várához tartozott. 1770-től a Szent-Ivány család volt a földesura, most pedig Kossuch János és társai birtoka. Az itteni templom még a XV. században épült. 1621-ben már az evangélikusok birtokában találjuk és 1799-ben helyreállították, a mikor régi alakját elveszítette. 1831-ben és 1873-ban a kolera pusztított a helységben. A határbeli Kápolnavölgyön a hagyomány szerint egykor monostor állott. A községhez tartozik Sutora-puszta."
A trianoni békeszerződésig Nógrád vármegye Losonci járásához tartozott.

## Népessége
| Év:            | 1994. | 2004.   | 2014.    | 2024.    |
| -------------- | ----- | ------- | -------- | -------- |
| Emberek száma: | 359   | 370     | 330      | 274      |
| Eltérés:       |       | +3,06 % | -10,81 % | -16,96 % |

| Év:            | 2023. | 2024.   |
| -------------- | ----- | ------- |
| Emberek száma: | 278   | 274     |
| Eltérés:       |       | -1,43 % |

A településnek 1910-ben 377, túlnyomórészt szlovák lakosa volt.
2001-ben 356 lakosából 341 szlovák volt.
2011-ben 373 lakosából 328 szlovák.
| Lakosok száma | 377  | 356  | 373  | 305  | 288  | 274  |
|               | 1910 | 2001 | 2011 | 2017 | 2021 | 2024 |

## Nevezetességei
- Málnapatak mellett állnak középkori várának csekély maradványai. Csak az ovális hegytető domborulatai engednek következtetni az egykori vár alakjára.
- Az evangélikus templom a 15. században épült, jelenlegi formáját 1799-es átépítésekor kapta.

## Külső hivatkozások
- Községinfó
- Ozdin Szlovákia térképén[halott link]
- Ozdin várának ismertetője
- Ozdin várának története és leírása (képekkel, szlovákul)
- E-obce.sk Archiválva 2008. január 19-i dátummal a Wayback Machine-ben